# Глонти, Михаил Варламович
Михаил Варламович Глонти (груз. მიხეილ ღლონტი; 10 ноября 1904, с. Гогиети Озургетский уезд, Кутаисская губерния — 13 мая 1954, Тбилиси, Грузинская ССР) — советский грузинский военачальник, участник Великой Отечественной войны, генерал-лейтенант (1954).

## Биография
Родился в 1904 году в деревне Гогети Озургетского уезда (границы которого примерно совпадали с границами исторической области Гурия) Кутаисской губернии Российской империи. По национальности — грузин.
С 1926 года служил в Красной армии. Военное образование: Закавказская пехотная школа (1930), Военная академия имени М. В. Фрунзе (1937).
В Великой Отечественной войне участвовал на следующих должностях:
- Начальник штаба 10-го гвардейского стрелкового корпуса (08.1942 — 13.08.1942)
- Начальник штаба 11-го гвардейского стрелкового корпуса (26.08.1942 — 1945; с перерывом)
- Командир 33-й гвардейской стрелковой дивизии в составе того же корпуса (11-го гвардейского стрелкового; 08.12.1944 — 02.01.1945)

Большую часть войны М.В. Глонти служил начальником штаба 11-го гвардейского стрелкового корпуса, в составе которого участвовал в битве за Кавказ (бои в районе города Моздока и станицы Вознесенской), Новороссийско-Таманской (бои в районе Владикавказа и Краснодара), Крымской наступательной операциях (бои в районе Керчи, Севастополя), и др.
Вскоре после окончания войны был произведён в генерал-майоры. Служил начальником штаба 7-й гвардейской армии, расквартированной в Армянской ССР и Грузинской ССР (8.05.1948 — 2.04.1955). С 1954 года — генерал-лейтенант. Скончался в Тбилиси в тех же чине и должности.

## Награды
Список составлен по информации сайта Подвиг народа
- Орден Ленина (19.11.1951)
- Три Ордена Красного Знамени (02.04.1943, 13.06.1944, 05.11.1946)
- Орден Кутузова 2-й степени (29.04.1945)
- Орден Отечественной войны 1-й степени (03.08.1943)
- Три Ордена Красной Звезды (08.07.1943, 23.10.1943, 03.11.1944)
- Медаль «За оборону Кавказа»
- Медаль «За взятие Кенигсберга»
- Медаль «За победу над Германией в Великой Отечественной войне 1941—1945 гг.»